# 信濃比叡広拯院
信濃比叡広拯院（しなのひえいこうじょういん）は長野県阿智村智里園原にある天台宗の寺院。院号を広拯院と称する。本尊は薬師如来である。

## 歴史
寺地は古代東山道の最大難所、神坂峠の信濃側ふもとの山里園原で、古代より中世にかけて和歌に詠まれた、歌枕の一帯でもある。
弘仁8年(817年)伝教大師（最澄）が東国巡錫のおり、神坂峠越えをされ、難儀を体験する。伝教大師はこのことより旅人の便宜を図るため、美濃側に広済院、信濃側に広拯院の布施屋を建てる。このことは「叡山大師伝」に記載あり。
この布施屋が本寺の始まりで、信濃側広拯院跡地に建つ、月見堂は文政年間に再建され、薬師如来が安置されていた。
昭和3年(1928年)広済、広拯の遺跡を善光寺別當大勧進大僧正水尾寂曉、滋賀県華蔵院住職兼善光寺大勧進副住職僧正渋谷慈鎧、和歌山県粉川寺住職僧正逸木盛照、岡山県芦田郡多聞寺権僧正清田寂榮一行が調査にきて、場所を特定したと推定される。
月見堂の大書額面「瑠璃殿」は水尾寂曉の自筆で月見堂に寄進された。現在は根本中堂に移管されている。
昭和50年(1975年)古代東山道最大の難所、神坂峠の真下を中央自動車道恵那山トンネルが開通し供用を開始する。
平成8年(1996年)伝教大師（最澄）像を建立。比叡山延暦寺に建つ、伝教大師像と同一の鋳型が使用されている。
平成12年(2000年)伝教大師遺跡施設のある、月見堂一帯を「信濃比叡」と呼称することを延暦寺より賜る。
平成17年(2005年)善光寺大僧正村上光田、信濃比叡広拯院として復興開山。根本中堂、鐘楼等建立し、総本山延暦寺より「不滅の法灯」を分灯される。
平成28年(2016年）伝教大師東国巡錫1200年の節目として、山門を建立する。

## 境内
- 根本中堂（本堂） - 平成17年(2005年)建立。薬師瑠璃光如来を安置している。比叡山延暦寺に最澄の時代から燃え続ける「不滅の法灯」が分灯されている。
- 庫裡 - 平成17年(2005年)建立。
- 山門 - 平成28年(2016年)建立。三清建設　棟梁　櫻井三也　阿智村清内路在住。伝教大師東国巡錫1200年の節目に建立。
- 鐘楼 - 平成17年(2005年)建立。鐘に刻まれている山家学生式は大師直筆。鋳匠　黄地佐平。
- 止観精舎禅林堂（坐禅堂） - 坐禅、写経の体験道場。
- 広拯院月見堂 -  広拯院の跡地とされる。かって文人たちが、月を鑑賞したことより、月見堂と呼称された。現存の堂は文政年間の再建。
- 如来堂 - 善光寺如来、脇侍として千手観音菩薩が安置されている。
- 伝教大師像 - 平成8年(1996年)建立。比叡山延暦寺に建つ大師像と同一の鋳型が使用されている。
- 千体地蔵と賽の河原
- 蛇紋岩 - 白蛇の宿る岩。

## 文化財
- 薬師瑠璃光如来像 - 本尊
- 日光菩薩像 - 脇侍
- 月光菩薩像 - 脇侍
- 北辰妙見菩薩像

## 行事
- 大火生三昧（火渡り護摩）- 2月11日。護摩を焚いた燠の上を裸足で歩き招福を祈願する。
- 風笛の盆～妙見星まつりと千灯供養 - 8月第4週の土曜、日曜。本堂にて星仏「妙見菩薩」を本尊に星まつり祈願を行い、先祖・故人の供養として千体地蔵に灯りがともされる。
- 白蛇縁日 - 9月秋彼岸ころ。

## 遺文
- 叡山大師伝 - 平安時代の高僧、最澄の事績を記したもの。最澄が東国へ布教の旅に出て、神坂峠越えの難儀をされた様子を弟子仁忠が書いたものと伝わる。
- 叡山大師伝抜粋漢文 - 弘仁八年秋八月（中略）大師東征之日、越信濃坂、其坂数十里也、躡雲跨漢、排霧策錫、馬蹀喰風、人吟吐氣、猶尚不能一日行程、唯宿半山、纔達聚落、大師見此坂艱難、往還無宿、誓置広済、広拯両院、陟黜有便、公私無損、美濃境内名広済、信濃境内名広拯也、東土事了、旋踵向都（下略）
- 上記訓読文- 弘仁八年秋八月大師東征の日信濃坂を越える。この坂数十里なり。雲をふみ、そらに跨り、霧をはらって錫をつくに、馬はあがきて風をくらい、人はうめきて氣を吐き、尚一日の工程にあたわず。ただ半山に宿してわずかに聚落に達す。大師この坂のかんなんにして、往還に宿無きを見て、誓って広済、広拯の両院を置き登り下りに便あらしめ、公私の損ずる事無からしむ。美濃の境内を広済と名ずけ、信濃の境内を広拯と名ずくるなり。東土の事おわりて、くびすをめぐらし都に向かう。[1]

## 画像

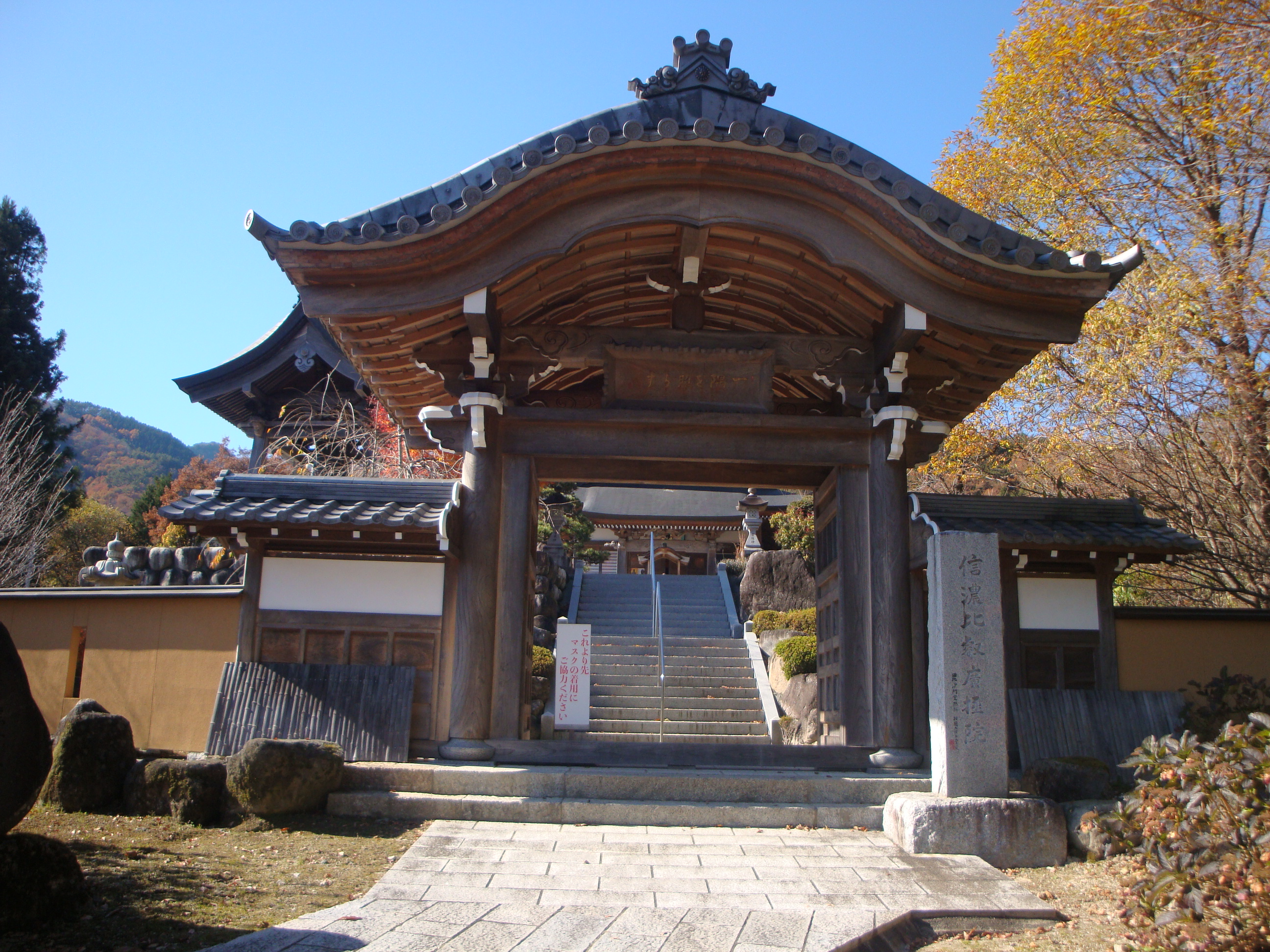
山門
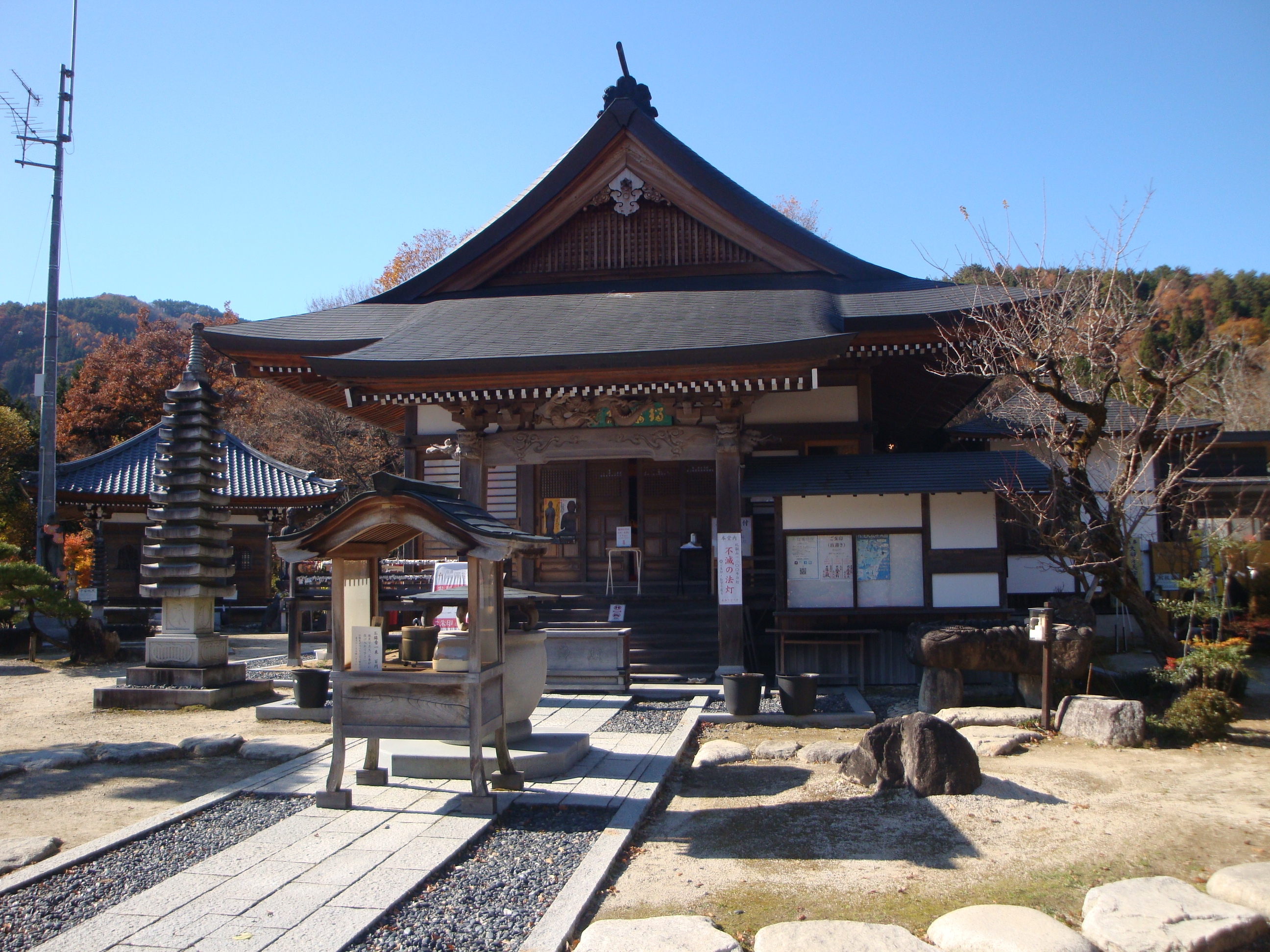
根本中堂
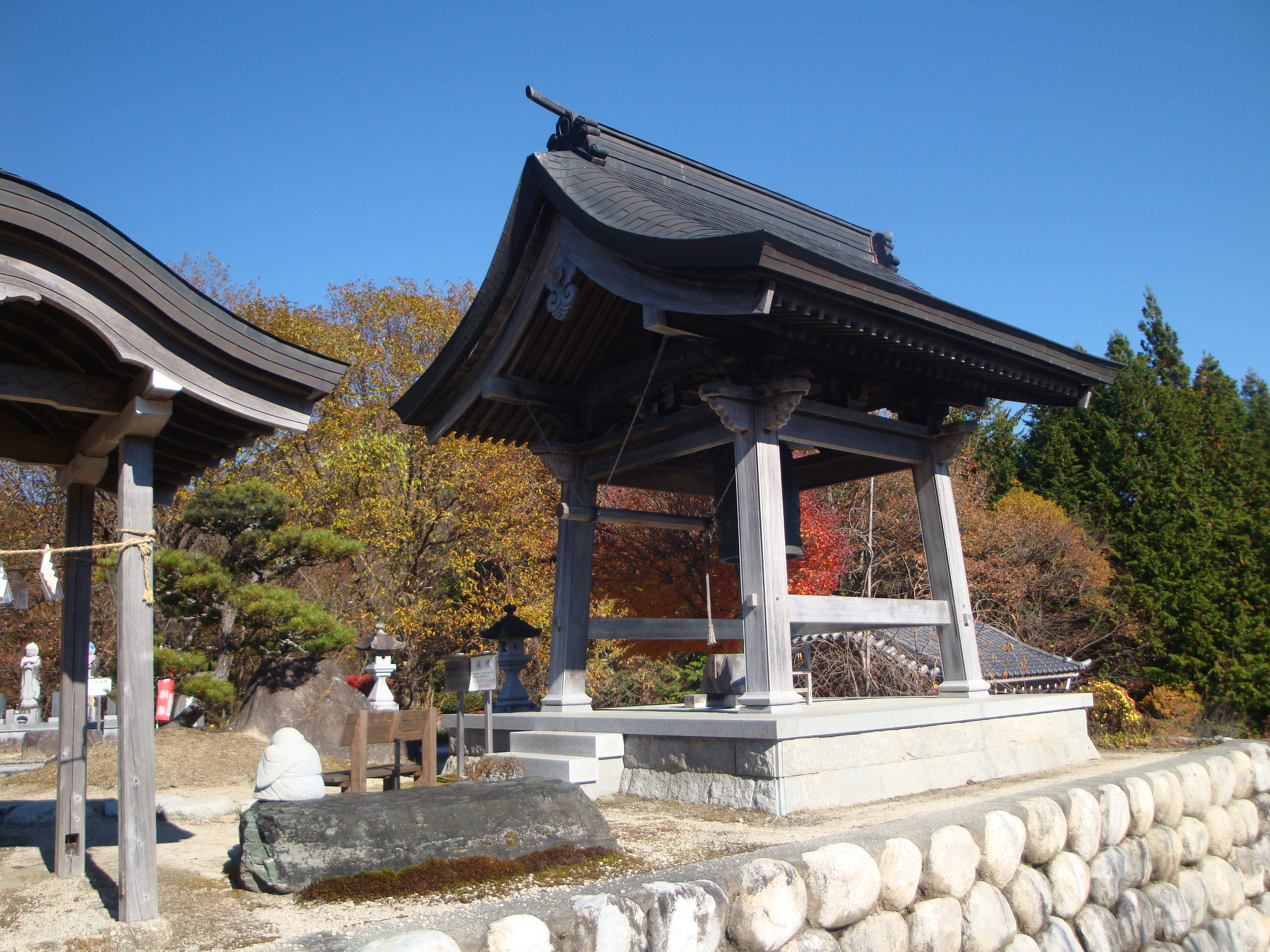
鐘楼
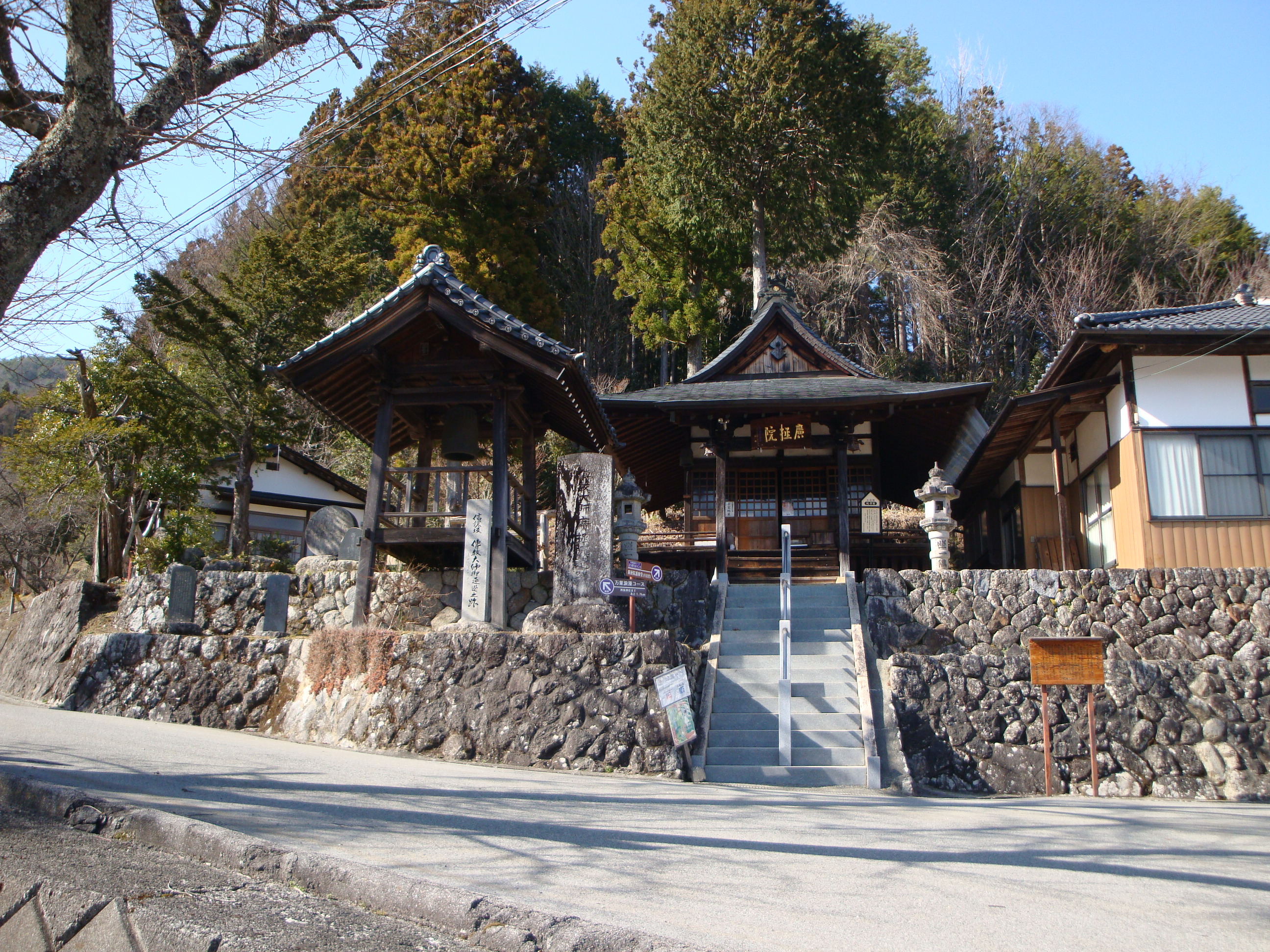
月見堂
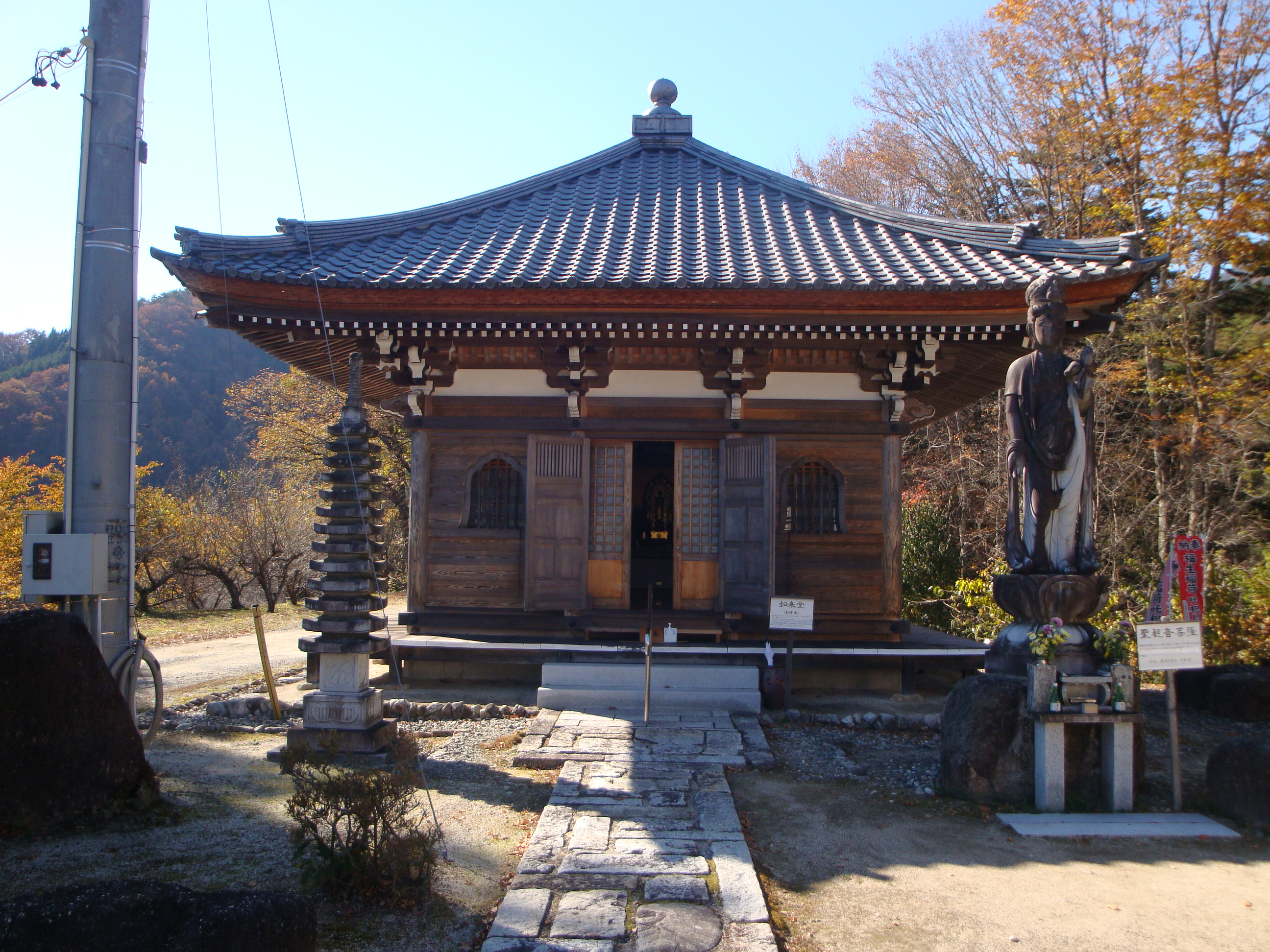
如来堂
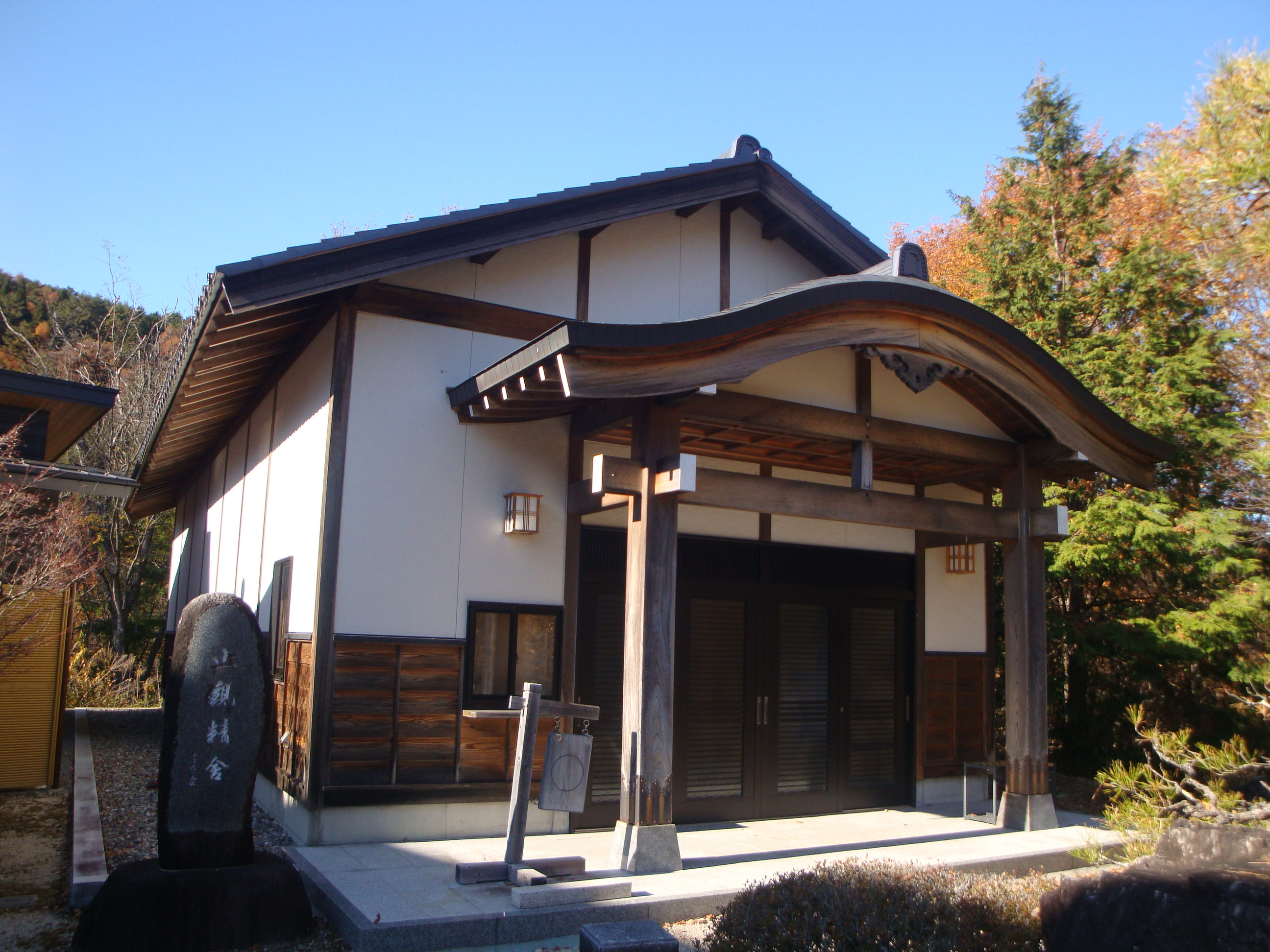
止観精舎禅林堂（坐禅堂）
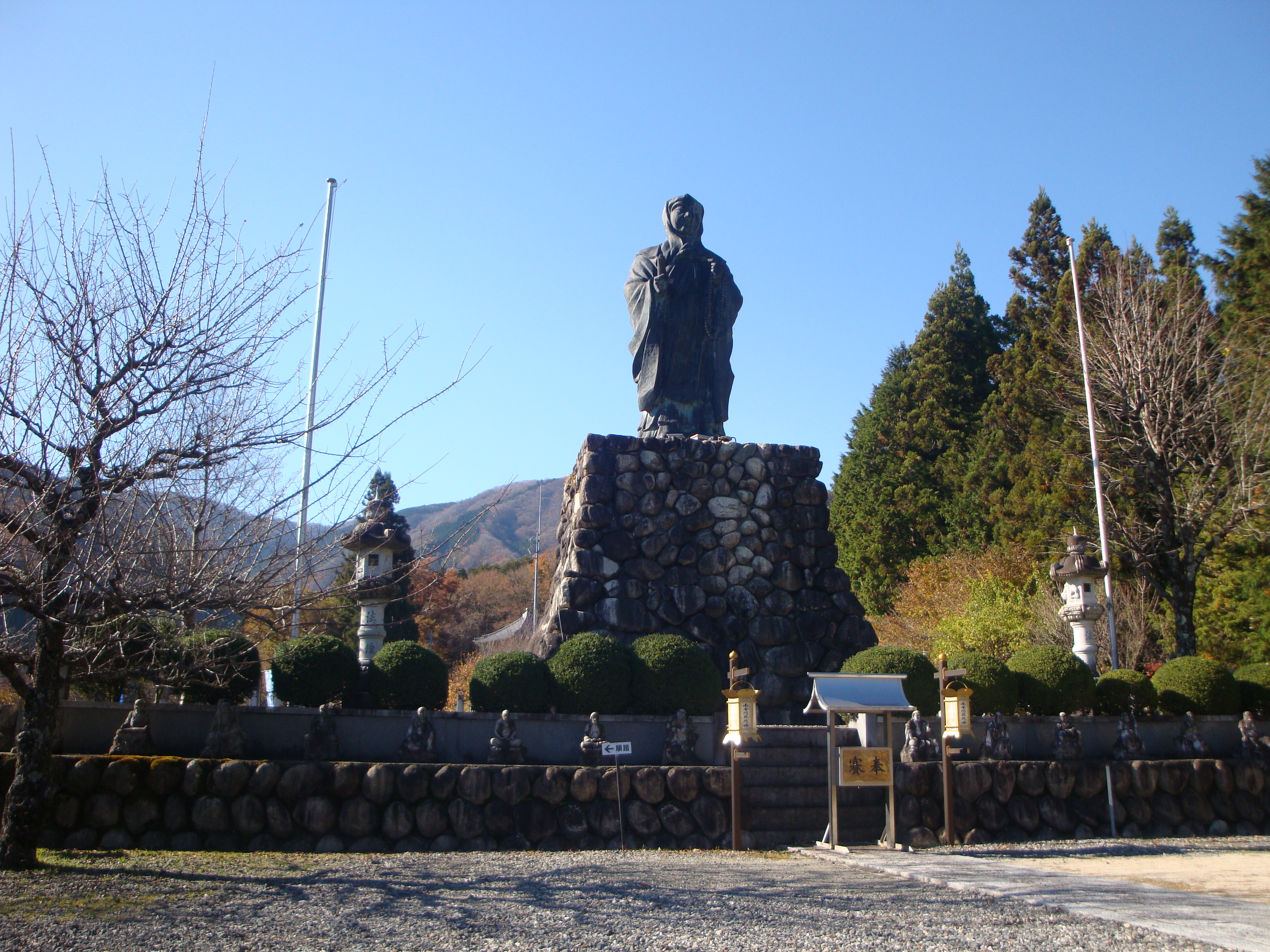
伝教大師像
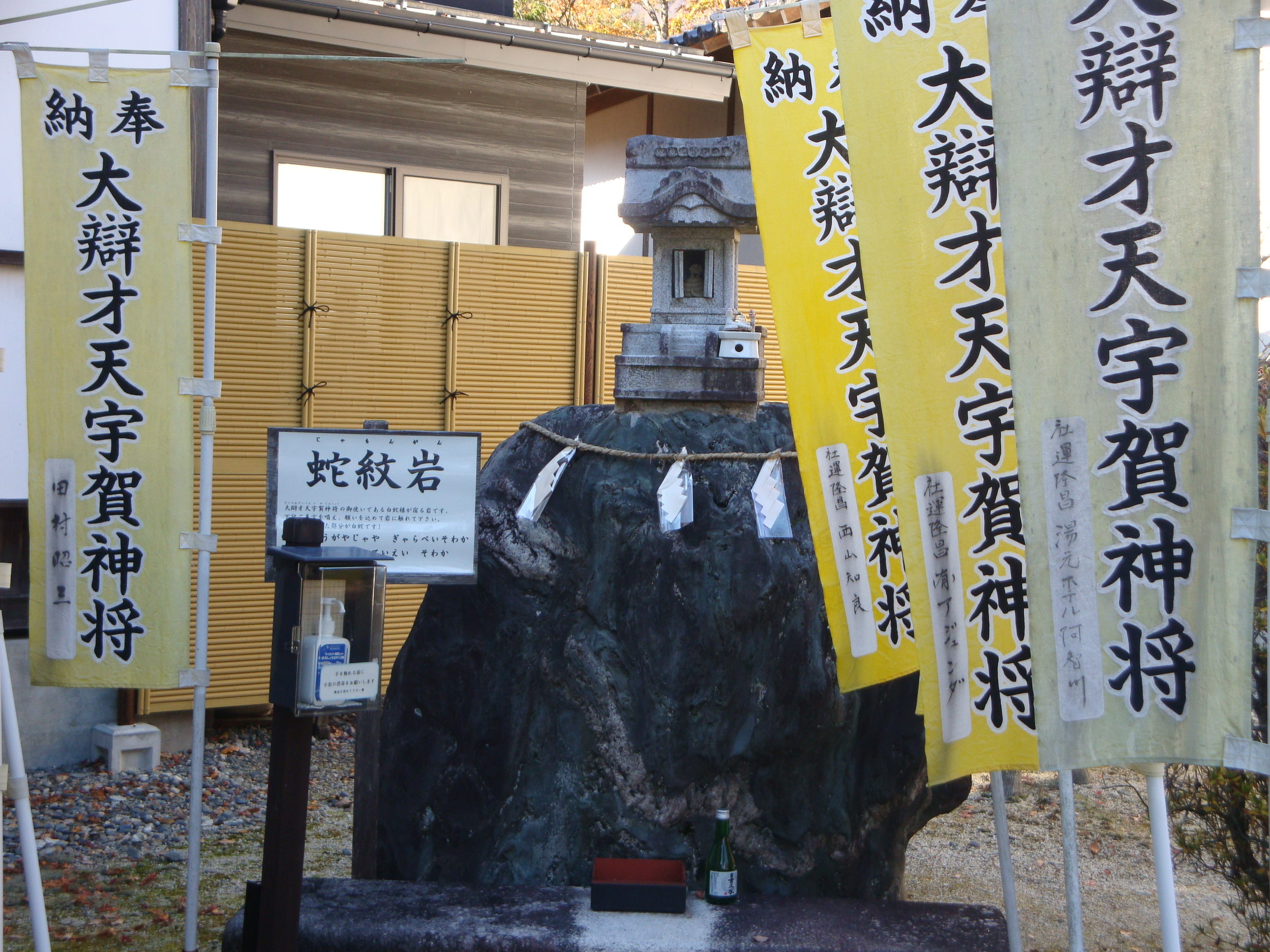
蛇紋岩

## 所在地
長野県下伊那郡阿智村智里3592-4

## 交通
- JR東海飯田線飯田駅より車で40分
- 東京方面より　中央自動車道飯田山本インターチェンジより車で25分
- 名古屋方面より　中央自動車道園原インターチェンジより車で5分

## 周辺
- 園原
- 神坂神社
- 阿智神社
- 神坂峠
- 富士見台高原
- ヘブンスそのはらSNOW WORLD
- 花桃の里 月川温泉郷